# Paolo Lorenzini
Paolo Lorenzini (Firenze, 12 gennaio 1876 – Firenze, 1958) è stato uno scrittore, poeta e traduttore italiano. Utilizzò lo pseudonimo di Collodi Nipote.

## Biografia
Suo padre Ippolito era fratello di Carlo Lorenzini, il celebre autore di Pinocchio, conosciuto con lo pseudonimo di Carlo Collodi. Paolo Lorenzini adottò quindi a sua volta lo pseudonimo di Collodi Nipote.
La sua opera più famosa fu Sussi e Biribissi, pubblicata nel 1902 a Firenze dall'editore Salani.
Fu il primo direttore responsabile del settimanale Topolino, nel 1932, e il secondo de L'Avventuroso.

## Opere
- Le avventure di Chifellino, Firenze, Bemporad & figlio, 1902.
- Sussi e Biribissi. Storia di un viaggio al centro della terra, Firenze, Salani, 1902.
- Dieci secoli dopo. Mirabolante storia di tre uomini di Pietra, Milano, P. Carrara, 1905.
- Il testamento di Berlingaccio. Storia di un piccolo emigrato. Seguito delle avventure di Chifellino, Firenze, Bemporad e Figlio, 1906.
- Il cavalier Pellicola. Storia quasi vera di un piccolo Don Chisciotte moderno, Roma, Giovanelli, 1907.
- Le avventure di Pipetto : Storia di un burattino, Firenze, G. Nerbini, 1908.
- Chitarrino e Tirindello. Storia quasi vera di due birichini in America (seguito al testamento di Berlingaccio e avventure di Chifellino), Firenze, R. Bemporad e Figlio, 1909.
- Sulla via della Gloria. Romanzetto umoristico per ragazzi, Roma, Casa Ed. M. Carra e C., 1909.
- Il cuore di Pinocchio. Nuove avventure del celebre burattino, Firenze, R. Bemporad e Figlio, 1917.
- Mater purissima. Monologo in versi martelliani, Venezia, Istituto Veneto di Arti Grafiche, 1917.
- Te lo rammenti? Lo rammenti o Sole? Canzone di Guerra, inno di fede, vaticinio di vittoria, Firenze, R. Bemporad e Figlio, 1919.
- I famosi tre. Piccola storia, Firenze, Bemporad, 1924.
- Piccoli vagabondi, Firenze, R. Bemporad e Figlio, 1926.
- Pinocchio dalle fate, Firenze, Salani, 1926.
- Novelline gioconde, Firenze, R. Bemporad e Figlio, 1928.
- Picciriddu mio! Storia quasi vera di due vittime della carità umana, Firenze, R. Bemporad e Figlio, 1928.
- L'antro della vendetta , Firenze, G. Nerbini, 1929.
- Re Meneimpipo, Firenze, Bemporad, 1929.
- Quando Pinocchio divenne un ragazzino perbene. Memorie scritte da lui, Firenze, Salani, 1930.
- I due sergenti. Romanzo dell'epoca napoleonica sulla trama del dramma di D'Aubigny, Firenze, G. Nerbini, 1932.
- Le avventure di Collolungo e Capoccione, Firenze, R. Bemporad e Figlio, 1933.
- Storia del costume dei popoli attraverso i secoli, Firenze, G. Nerbini, 1934.
- Pinocchio, Pinucchio e Pinicchio, ovverosia una Compagnia di burattini per davvero, Firenze, Salani, 1937.
- Dai campi dell'Amazzonia alle Pampas. Storia avventurosa di due ragazzi italiani, Firenze, Nerbini, 1938.
- Quel briccone di Paolino al microfono dell'E. I. A. R. Divagazioni su birichinate vecchie e nuove radiotrasmesse da un eterno ragazzo!!, Firenze, Marzocco, 1940.
- L'ultimo convegno, Firenze, Nerbini, 1942.
- La buccola d'oro. Romanzo, Firenze, Nerbini, 1943.
- Le scarpette di lucertola. Romanzo, Firenze, Nerbini, 1943.
- Cartouche: l'allegro furfante parigino, Firenze, Nerbini, 1944.
- Il favorito del granduca. Romanzo, Firenze, Nerbini, 1944.
- Pinocchio nella luna. Soggetto di P. Lorenzini, Firenze, Nerbini, 1944.
- Il principe Chicchirichì ed altre novelle, Firenze, Ed. La Nuova Italia, 1947.
- Le nuove avventure di Sussi e Biribissi, Firenze, Salani, 1951.
- Collodi e Pinocchio, Firenze, Salani, 1954.
- Nel regno degli incas, Firenze, Salani, 1957.
- La spada vittoriosa, Firenze, Salani, 1962.